# Роткирх, Ганс
Ганс Роткирх (швед. Hans Rotkirch, нем. Hans von Rothkirch; 1595 — 1654) — шведский военный и государственный деятель.

## Биография
Ганс Роткирх родился в семье Ганса фон Роткирха и Катарины фон Фалькенхайн.
Роткирх переехал в Швецию из Силезии и в 1617 году стал всадником герцога Юхана Эстергётландского. 4 мая 1624 года стал ротмистром Эстгётской кавалерии. 20 апреля 1628 года Роткирх стал подполковником Эстгётской кавалерии и штатгальтером Нючёпингского замка. 25 февраля 1630 года стал полковником того же полка и командовал им в битвах при Брейтенфельде в 1631 году, на реке Лех и при Лютцене в 1632 году. 30 октября 1633 года стал шталмейстером королевы Кристины, а в 1634 году перешёл в шведское подданство и был возведён в шведское дворянство.
С 29 апреля 1640 по 1648 год являлся губернатором лена Сёдерманланд, параллельно сохраняя должность штатгальтера Нючёпингского замка. С 1643 года стал окружным судьёй в сотне Эстеррекарне.
Роткирху принадлежали имения Ротенберг и Нес в Норрчёпинге, Бломмедаль в Мутале, Нессельстад в Гнесте.
Ганс Роткирх умер в 1654 году и был похоронен в семейном склепе в церкви Эстра-Стенбю.

## Семья
Роткирх впервые женился в 1627 году на Катарине Маргарете фон Фланс, дочери капитана Хеннинга фон Фланса. Брак был бездетным.
Повторно женился на Элизабет Мантейфель. Вместе у них родились дети: Густав (ум. 1656), Ганс (ум. 1660), Кристиан (ум. 1691).
В третий раз женился 13 августа 1637 года на Маргарете Андерсдоттер Оксехувуд (1617 — до 1660), дочери полковника-квартирмейстера Андерса Олофссона Оксехувуда и Маргареты Лилли. Их дети: Андерс (род. ок. 1638), Генрик (1640—1708), Леннарт (ум. 1697), Фредрик (ум. 1696), Карл (1647—1702), Магнус (ум. 1717), Катарина, Мария, Маргарета, Элисабет, Брита и ещё пятеро сыновей.